# Retti-Palais

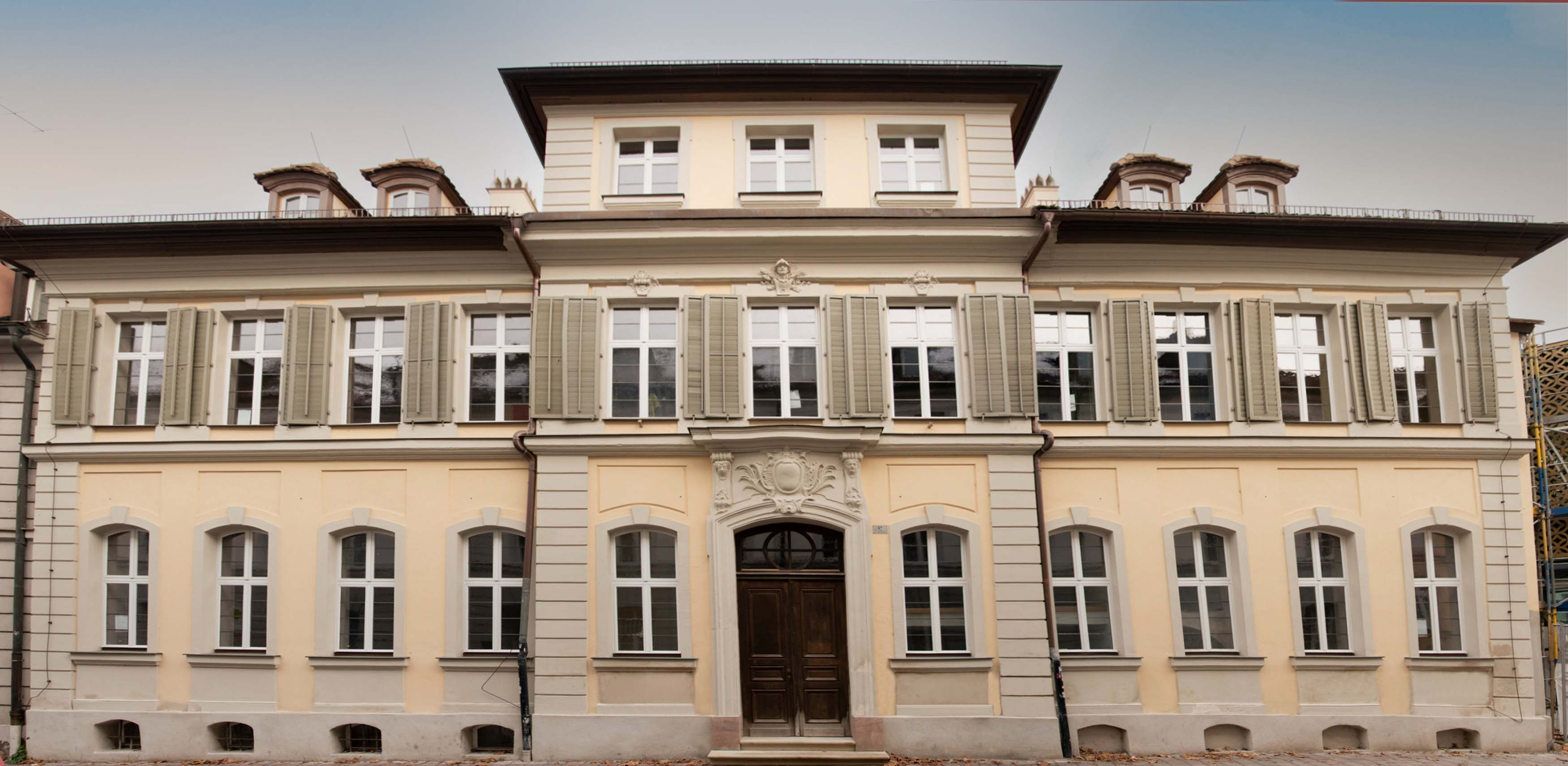
Retti-Palais, Ansbach

Das sogenannte Retti-Palais ist ein repräsentatives spätbarockes Gebäude in der mittelfränkischen Residenzstadt Ansbach. Der von dem lombardischen Architekten Leopoldo Retti ursprünglich als eigenes Wohnhaus entworfene Bau wurde 1749 fertiggestellt.

## Geschichte
1743 beschenkte der Markgraf von Brandenburg-Ansbach Karl Wilhelm Friedrich seinen Hofarchitekten mit einem Bauplatz in der Jägergasse, der heutigen Bischof-Meiser-Straße, auf dem Retti in der Folge den nach ihm benannten Stadtpalast baute, der „zur Zierde“ der Straße gereichen sollte, wie der Markgraf ausdrücklich festhielt.
Das Grundstück mit der heutigen Hausnummer 9 lag neben dem Haus eines hohen Beamten (Nr. 7) und dem markgräflichen Jagd-Sekretariat (heute Staatliches Hochbauamt). Auf dem Grundstück befand sich die Hofschreinerei, von der die Rückgebäude (an den Hofgarten angrenzend) bis 1825 erhalten blieben. 1861 wurde an der Südfassade ein neues Treppenhaus in Holzfachwerkkonstruktion errichtet. Ein älterer rückwärtiger Gebäudeteil im Südosten des Haupthauses, zur ehemaligen Schreinerei gehörend, wurde erst 2005 abgerissen.

## Der Bau
Bautechnisch ist das Palais ein zweigeschossiger Walmdachbau mit dreiachsigem Mittelrisalit und Zwerchhaus. Es besitzt rustizierte Lisenen, eine Putzgliederung und Stuckornamentik an einigen Wänden und Decken. Das Treppenhaus und ein großer Saal in der Beletage sind in nahezu originalem Zustand erhalten. Die Hauptnutzfläche des Gebäudes beträgt 587,80 m², hinzu kommen 154,80 m² Nebennutzfläche und 225,20 m² Verkehrsfläche wie Treppen und Flure. Weitere 61,50 m² entfallen auf die Nebennutzräume unter 1,5 m Höhe. Das Haus besteht aus dem Keller, dem Erdgeschoss, dem ersten Obergeschoss sowie dem ersten und zweiten Dachgeschoss.

## Die Bewohner
In sein Palais, das 1749 fertiggestellt wurde, zog Retti selbst nicht mehr ein, sondern er verkaufte das Anwesen der Stadt Ansbach zur Nutzung als Obervogteiamt und damit Sitz des Obervogts und Geheimen Ministers Christoph Ludwig von Seckendorff-Aberdar. 1757 zog der neue Obervogt (und Markgrafensohn) Friedrich Carl von Falkenhausen (1734–1796) ein, der das Anwesen 1760 von der Stadt erworben hatte. Dessen Ehen mit den Freiinnen Caroline von Beust und nach deren Tod 1767 mit Florentine von Beust entsprangen elf Kinder, die in diesem Haus aufwuchsen. Nach seinem Tod wurde das Haus durch Erbteilungsverfahren unterschiedlich genutzt: Während im oberen Geschoss die Witwe lebenslanges Wohnrecht genoss, wurde der untere Teil vermietet. Entgegen den Bestimmungen von 1749, dass das Haus in städtischem Besitz verbleiben und als Obervogtei genutzt werden sollte, wurde es 1760 an Friedrich Carl von Falkenhausen überschrieben.
Der Oberforstmeister Albrecht Freiherr von Schirnding, der in die Familie derer von Falkenhausen eingeheiratet hatte, erwarb von diesen das Haus 1825. 1849 übergab von Schirnding das Haus an seinen Sohn Friedrich Karl August, dem Revierförster von Stauf. 1852 erfolgte der Verkauf an den Gendarmerie-Hauptmann Freiherr von Waldenfels. Das Erdgeschoss wurde lange Zeit an adlige Mitglieder der Garnison vermietet, etwa an den Leutnant Baron von Eyb 1886 oder 1891 an den Grafen Seinsheim.
Nach dem Tod des Barons von Waldenfels verkaufte die Erbengemeinschaft das Anwesen 1891 an den Strohmosaikverkäufer Wilhelm Wagenhöfer. Im historischen Adressbuch von 1894 wird er als Mitarbeiter der Firma Friedrich Ebert (Strohmosaik- und Kartonagenfabrikant), 1921 als Hauptkassierer der Ausstattungsanstalt Ansbach geführt. Bis etwa 1909 waren zudem noch immer Garnisonsmitglieder im Palais wohnhaft, etwa der Sekondeleutnant Freiherr Julius Ludwig Gustav von Eyb, der Rittmeister und Eskadronschef Theodor Konitzky sowie der Leutnant und Regimentsadjudant Freiherr Philipp von Seefried auf Buttenheim, der spätere Kommandeur des 8. Kavallerieverbands der bayerischen Armee. 1935 wurde dort u. a. der spätere Wehrmachtskommandant von Kulmbach, Leutnant Kurt Myrus als Bewohner im ersten Stock aufgeführt. In dieser Zeit wurden Haus und Nebengebäude insgesamt von zwölf Parteien bewohnt.
Das Adressbuch von 1910 weist im Erdgeschoss des Haupthauses die Praxis von Adam Alexander Krampf aus, während sich den ersten Stock der Landgerichtsrat Heinrich Kadner mit seiner Frau und seiner verwitweten Schwester Rosa und die Zollamtmannswitwe Sofie Schmitt teilten. Die mittlerweile ebenfalls verwitwete Lina Wagenhöfer wohnte im Hinterhaus neben der Lehrerstochter Auguste Graf. Auch der oberste Stock wurde in dieser und der folgenden Zeit von Einzelpersonen bewohnt.
Nach dem Tod der Wagenhöfer-Witwe ging das Anwesen an die Tochter Marie, die den praktischen Arzt Adam Krampf geheiratet hatte. Dieser hatte im Ersten Weltkrieg als Stabsarzt gedient und praktizierte im Palais. Nach seinem Tod 1951 übernahm die Tochter, Elisabeth Krampf, die Praxis, die sie bis 1999 führte. Das Anwesen blieb bis zum Jahr 2001 im Besitz der Erbengemeinschaft Wagenhöfer-Krampf, bevor es von der Stadt Ansbach erworben wurde. Seitdem wartet das Haus auf ein neues Nutzungskonzept und steht momentan leer. Auf Initiative des Kunstwissenschaftlers und Kurators Christian Schoen öffneten sich im Sommer 2014 die Türen des Hauses erstmals für ein ortsspezifisches Ausstellungskonzept. In der Folge gründete sich ein Förderverein, der sich für den Erhalt des Hauses und weiterer bedeutender Bauten in Ansbach einsetzt.

## Zukünftige Nutzung
Das Anwesen wurde an einen privaten Kunstsammler aus Crailsheim verkauft, der es zum Museum Retti-Palais ausbauen will. Dadurch kann das Retti-Palais der Öffentlichkeit wieder zugänglich gemacht werden. Neben der Sanierung des Hauses soll ein Anbau die technische Infrastruktur, einen barrierefreien Zugang zum 1. Obergeschoss und ein Museumsfoyer aufnehmen. Daneben ist ein Museumsdepot zur Verwahrung der Kunstobjekte geplant.
Der Förderverein Retti wird den Betrieb des Hauses übernehmen. Die Stadt Ansbach wird das neue Museum bewerben sowie den Betrieb in den ersten fünf Jahren finanziell unterstützen.
Im Sommertheater des Theaters Ansbach wird der Garten des Retti-Palais als Spielort genutzt. Es ist eine Open-Air-Bühne aufgebaut.